# Idiocera biacus
Idiocera biacus är en tvåvingeart som först beskrevs av Alexander 1948.  Idiocera biacus ingår i släktet Idiocera och familjen småharkrankar. Inga underarter finns listade i Catalogue of Life.